# 카렐리야-핀란드 소비에트 사회주의 공화국
카렐리야-핀란드 소비에트 사회주의 공화국(러시아어: Карело-Финская Советская Социалистическая Республика 카렐로-핀스카야 소베츠카야 소치알리스티체스카야 레스푸블리카[*], 핀란드어: Karjalais-suomalainen sosialistinen neuvostotasavalta 카리알라이스-수오말라이넨 소시알리스티넨 네우보스토타사발타[*])은 1940년부터 1956년까지 존재했던 소비에트 연방의 공화국이다.

## 역사
1917년 러시아 혁명이 발발하면서 러시아 연방에 속해있던 나라들은 러시아로부터 독립할 기회를 얻게 되었다. 핀란드 역시 러시아의 통치를 받고 있던 영토 중 하나였으며, 러시아 공화국의 지원을 받는 적군과 러시아로부터 독립하자는 백군이 대립, 백군이 승리하면서 러시아로부터 독립한다. 이 과정에서 내전에서 패배한 핀란드 공산주의자들이 러시아로 망명하게 되었다.
1939년 소련은 나치 독일과 불가침조약을 맺으면서 양측이 옛날 잃었던 영토를 서로 합병하는 것에 승인했다. 이 조약으로 독일은 폴란드의 독일땅을 다시 회복할 수 있었으며, 소련은 러시아 제국 시절의 영토였던 폴란드의 동부와 발트 3국, 베사라비아(지금의 몰도바), 핀란드를 다시 소련으로 병합할 계획이었다. 소련은 정치적으로 핀란드를 점령할 명분을 얻기 위해 1940년 3월 31일 핀란드의 공산주의자들로 하여금 카렐리야 지역에 카렐리야-핀란드 소비에트 사회주의 공화국을 세웠다.
소련은 카렐리야-핀란드 공화국을 핀란드의 정식 정부로 인정하고 핀란드를 다시 병합하려고 했으나, 겨울 전쟁이 장기화되면서 소련은 핀란드를 병합하는것을 포기하게 되었다. 대신 소련은 침략하여 획득한 핀란드의 영토와 자신들이 세운 핀란드 민주 공화국 정부를 카렐리야-핀란드 소비에트 공화국에 합병시키는 것으로 전쟁을 마무리했다. 이후 제2차 세계 대전이 끝나자 핀란드 정부는 소련에 중립을 지킬 것을 약속했고, 따라서 소련 정부는 카렐리야-핀란드 공화국 정부는 정치적으로 유지시킬 필요가 없게 되었다. 1956년 카렐리야-핀란드 공화국은 소련에 흡수되어 카렐리야 자치 소비에트 사회주의  공화국이 되었으며, 1991년 11월 13일 소련을 해체하는 과정에서 러시아 연방의 카렐리야 공화국이 되었다.
카렐리야 인과 핀란드 인은 이 공화국에서 10% 미만의 소수 민족이었다.

## 같이 보기
- 겨울 전쟁
- 소비에트 연방의 공화국
- 소비에트 사회주의 공화국 연방
- 우크라이나 소비에트 사회주의 공화국
- 벨로루시 소비에트 사회주의 공화국
- 에스토니아 소비에트 사회주의 공화국
- 카렐리야 공화국
- 카렐리야 자치 소비에트 사회주의 공화국